# Хамец
Хамец (івр. חָמֵץ) — квасне, будь-яка борошняна страва, в тому числі хліб, при приготуванні якого в тісті стався процес бродіння.

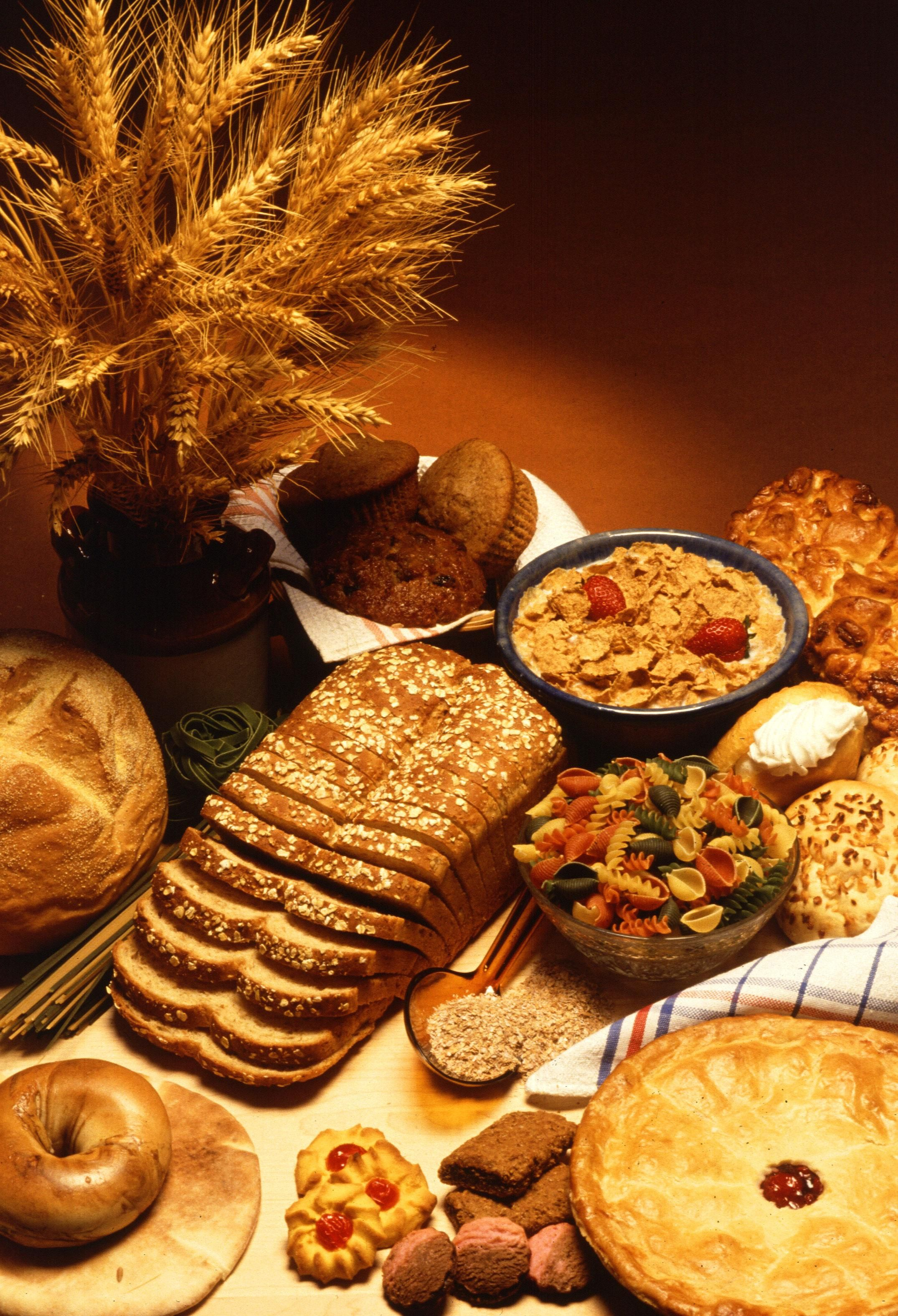
Страви на основі зернового борошна і води: хліб, макаронні вироби, торти, печиво і т. д.

Бог забороняє вживати в їжу хамец протягом усіх днів свята Песах, а також наказує «усунути квасне з будинків ваших», тобто в цей час єврею заборонено тримати в своїх оселях хамец.
Приклади квасного: П'ять злаків — пшениця, ячмінь, жито, овес,  полба (або двозернянка) — а також їх похідні, які входили в контакт з водою або іншими рідинами, повинні розглядатися як хамец, оскільки в них може початися бродіння.
- Борошняні продукти: локшина з злакової борошна, вермішель, вівсянка, хліб, торти, печиво, тістечка, навіть маца і страви з маци, що не приготовлені спеціально для Песаха.

- Продукти зі злакових: харчові пластівці, зроблені з перерахованих вище злаків, повітряні пшеничні зерна, товчена пшениця та ін.

- Солодові продукти: все солодові і дріжджові продукти, овочеві екстракти, гірчиця та інші приправи.

- Напої: пшенична горілка, пиво, віскі та інші алкогольні напої, солодовий оцет і мариновані продукти, що містять солодовий оцет, фруктові есенції, глюкозу.

Маймонід в «Море невухім» припускає, що заборона на вживання хамец в храмових жертвопринесення пов'язаний з тим, що ідолопоклонники в аналогічних ритуалах користуються саме хамец. Таким чином, мета заборони хамец — зробити єврейське храмове служіння відмінним від інших.
Деякі дослідники припускали, що заборона хамец пов'язаний з тенденцією уявити в Храмі звичаї давнини як ідеальні, що володіють святістю, і протиставити їх звичаїв, привнесеним цивілізацією. Маца як прожиток кочівників, відповідно до цієї гіпотези, передує хлібу-хамец — їжі хліборобів, які живуть осілим життям. Вона нагадує про Вихід з Єгипту і про те служінні в пустелі, якому не було рівних в єврейській історії за рівнем близькості народу до Бога і який відтворюється в храмовому культі.